# 1924 en Bretagne
 Chronologie de la Bretagne
- 1920
- 1921
- 1922
- 1923
- 1924
- 1925
- 1926
- 1927
- 1928

Cette page recense des événements qui se sont produits durant l'année 1924 en Bretagne.

## Société

### Faits sociétaux
- 1er juin : Willy Wolf, jeune cascadeur polonais, se tue à Nantes en plongeant du pont transbordeur[1].
- 17 août : Paul Urysohn, mathématicien russe, se noie en se baignant sur la plage Saint-Michel de Batz-sur-Mer[1].
- 24 octobre : Affaire Seznec. Ouverture à Quimper du procès d'assises[1].
- 4 novembre : Affaire Seznec. Guillaume Seznec est reconnu coupable du meurtre de Pierre Quéméneur (conseiller général du Finistère) et de faux en écriture privée. Il est condamné aux travaux forcés à perpétuité[2].
- 20 novembre : Début de la grève des sardinières de Douarnenez[3].

### Catastrophes naturelles
- 9 janvier : Raz de marée qui occasionne de nombreux dégâts[1].

### Naissance
- 14 janvier : Jean Danet, comédien[1].

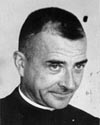
Jean Berthou

- 10 février à Brest, Finistère : Maurice Abiven, mort le 27 mai 2007 à Paris), médecin français, spécialiste de médecine interne, l'un des pionniers de la pratique des soins palliatifs en France.
- 20 juillet à Brest : Jean Berthou, ordonné le 3 août 1947 et mort le 27 octobre 2010 à Crozon, prêtre du diocèse de Quimper.

### Décès
- 16 juillet : Marius Borgeaud, peintre suisse né à Lausanne, il vécut à Rochefort-en-Terre, Le Faouët et Audierne[4].

## Culture

### Littérature
- Terre des prêtres d'Yves Le Febvre[2].

## Infrastructures

### Constructions
- Pont suspendu servant de chemin de fer à Lézardrieux conçu par Harel de La Noé.